# デュボアトゲオウミヘビ
デュボアトゲオウミヘビ (学名: Aipysurus duboisii) は 爬虫綱有鱗目コブラ科に分類されるヘビ。
世界一強い毒を持つウミヘビとして知られている。

## 分布
東南アジア、オーストラリア北部の沿岸に生息。

## 形態
全長70-100 cm、最大で148 cm。体色は薄い茶色で薄い横縞が入っている。 頭が丸い。毒牙の長さは約1.8 mmと、他のヘビよりも非常に短くなっている。

## 生態
サンゴ礁の隙間を泳いで小魚やウナギなどを食す。おとなしいので積極的に攻撃してはこないが、興奮や威嚇している時は攻撃してくることがある。

## 毒
ウミヘビで最も強い毒を持ち、半数致死量（LD）は0.044 mg/kgでこれはニホンマムシの450倍である。両生類や魚類は哺乳類よりも敏感なため、半数致死量(LD)は生き物によってことなる。ナイリクタイパンやイースタンブラウンスネークに並んで世界トップクラスに強い毒を持つヘビでもある。